# Notothenioidei
Los Notothenioidei o blénidos antárticos son un suborden de peces dentro del orden Perciformes. Son peces adaptados a las aguas frías cercanas a los 0 °C, muchos de ellos viven sobre el fondo marino cerca de la Antártida, donde son el grupo de peces mayoritario, aunque algunas especies colonizan la Tierra del Fuego (América) y el sur de Nueva Zelanda.
No tienen vejiga natatoria, por lo si no nadan están pegados al suelo, donde son cazadores bentónicos.

## Sistemática
Recientemente el suborden ha tenido una remodelación, con inclusión de nuevas familias. Se consideran ocho familias encuadradas en este suborden, con más de 40 géneros:
- Familia Artedidraconidae - Artedidracónidos.

- Familia Bathydraconidae - Dracos de las profundidades.

- Familia Bovichthyidae - Toritos.

- Familia Channichthyidae - Dracos o Peces-hielo.

- Familia Eleginopsidae - Eleginópsidos.

- Familia Harpagiferidae - Harpagiféridos.

- Familia Nototheniidae - Bacalaos de hielo.

- Familia Pseudaphritidae - Pseudafrítidos.

## Imágenes

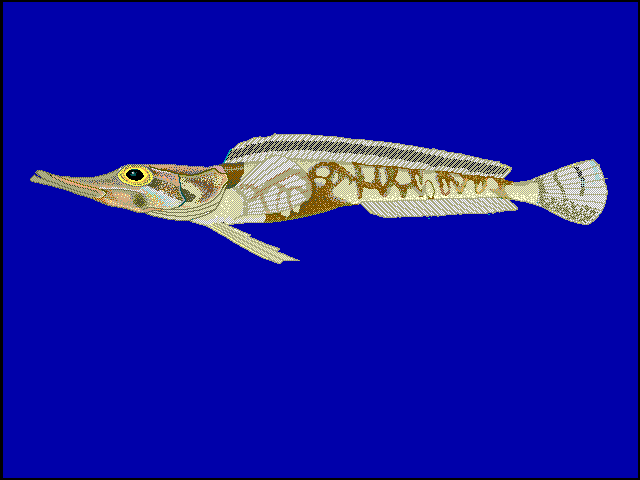
Draco de las profundidades
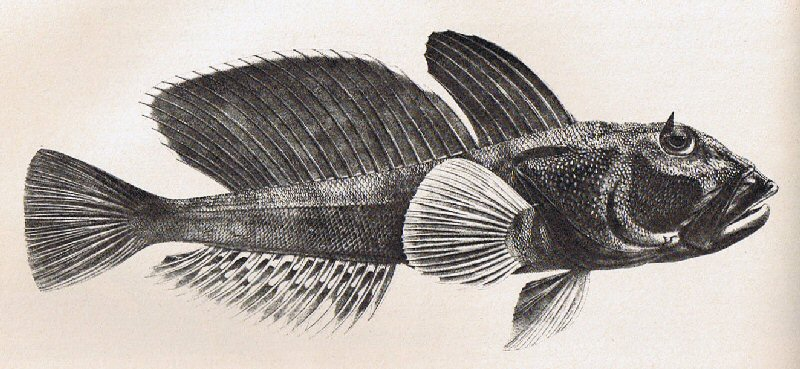
Torito
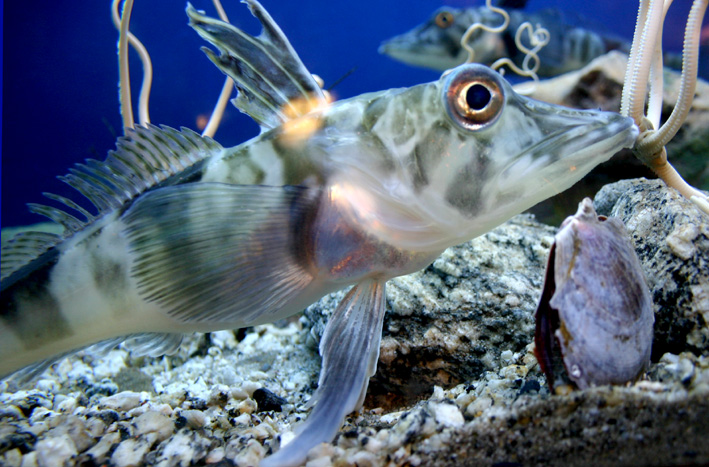
Pez hielo
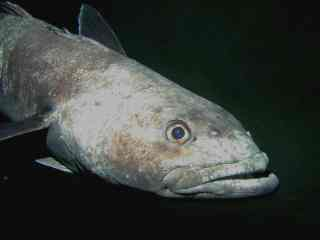
Bacalao de las profundidades